# Liste der Bodendenkmäler in Wiggensbach
Auf dieser Seite sind die Bodendenkmäler in dem schwäbischen Markt Wiggensbach zusammengestellt. Diese Tabelle ist eine Teilliste der Liste der Bodendenkmäler in Bayern. Grundlage ist die Bayerische Denkmalliste, die auf Basis des Bayerischen Denkmalschutzgesetzes vom 1. Oktober 1973 erstmals erstellt wurde und seither durch das Bayerische Landesamt für Denkmalpflege geführt wird. Die folgenden Angaben ersetzen nicht die rechtsverbindliche Auskunft der Denkmalschutzbehörde.

## Bodendenkmäler in Wiggensbach
| Lage                   | Objekt | Akten-Nr.     | Bild |
| ---------------------- | --- | ------------- | ---- |
| Wiggensbach (Standort) | Burgstall des Mittelalters.                                                                                                   | D-7-8227-0007 |      |
| Wiggensbach (Standort) | Burgstall des Mittelalters und der frühen Neuzeit (Burgstätte).                                                               | D-7-8227-0008 |      |
| Wiggensbach (Standort) | Burgstall des Mittelalters.                                                                                                   | D-7-8227-0009 |      |
| Wiggensbach (Standort) | Befestigung vor- und frühgeschichtlicher, mittelalterlicher oder frühneuzeitlicher Zeitstellung.                              | D-7-8227-0010 |      |
| Wiggensbach (Standort) | Befestigung vor- und frühgeschichtlicher Zeitstellung.                                                                        | D-7-8227-2015 |      |
| Wiggensbach (Standort) | Mittelalterliche und frühneuzeitliche Befunde im Bereich der Katholischen Pfarrkirche St. Pankraz in Wiggensbach.             | D-7-8227-2034 |      |
| Wiggensbach (Standort) | Mittelalterliche und frühneuzeitliche Befunde im Bereich der Katholischen Filialkirche St. Johannes der Täufer in Ermengerst. | D-7-8227-2043 |      |